# 忍法寺 (豊中市)

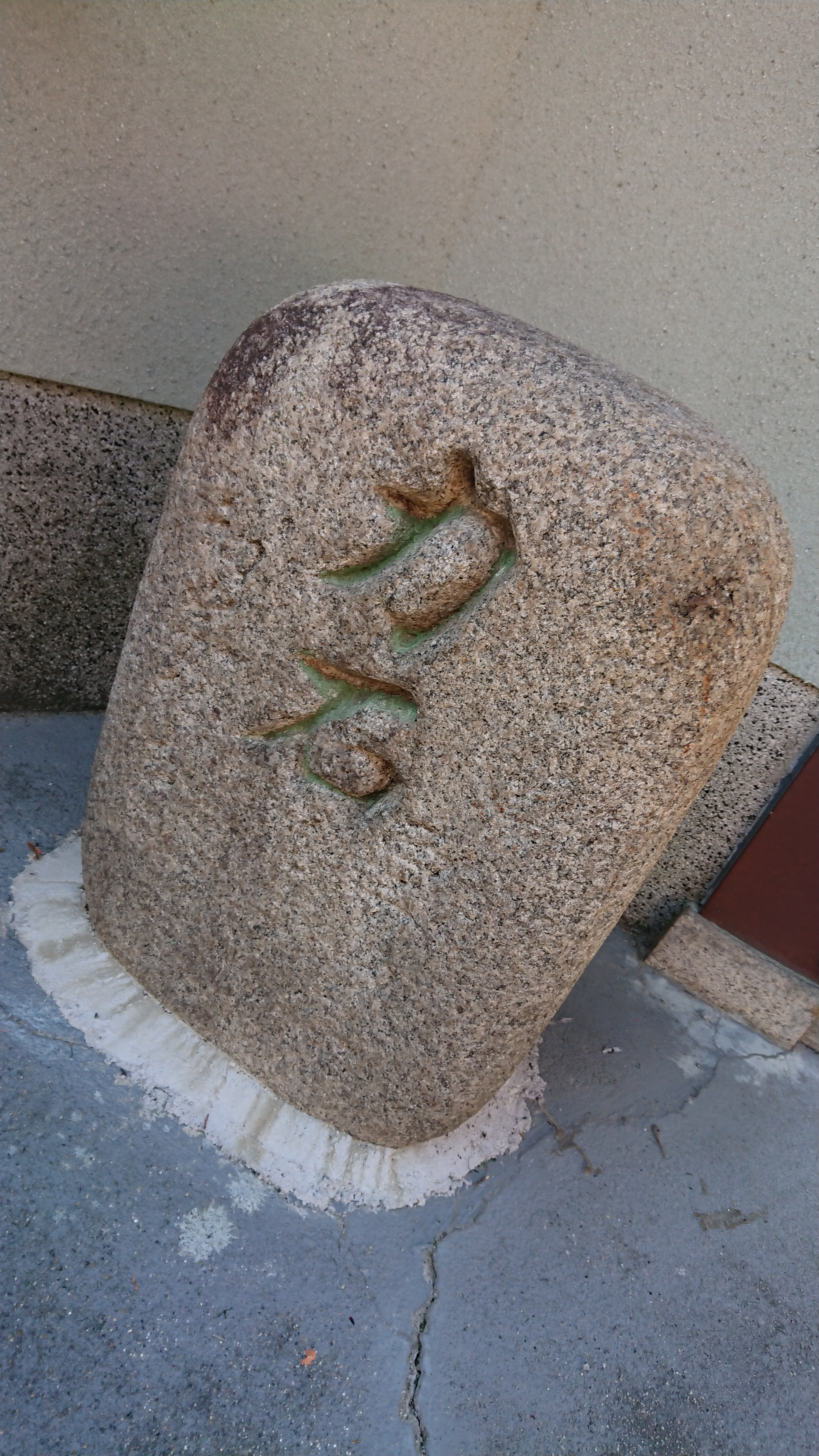
忍法寺門前にある力石。

忍法寺（にんぽうじ）は、大阪府豊中市にある浄土真宗本願寺派の寺院。

## 縁起
1537年 本願寺 証如に帰依した当地の西岡与八が剃髪して念玄と法名し、天文6年3月有志と協力して創建した。当初、穂積ノニシノテラと呼ばれたが、後に忍法寺の号がくだされた。ちなみに、忍術とは関係がない。

## 境内
門前に米俵に似た丸く長い石があり、これは力石（ちからいし）と呼ばれ、昔、若者たちの力比べに使用されていた。初岩という地元出身力士が持ち上げたという逸話がある。

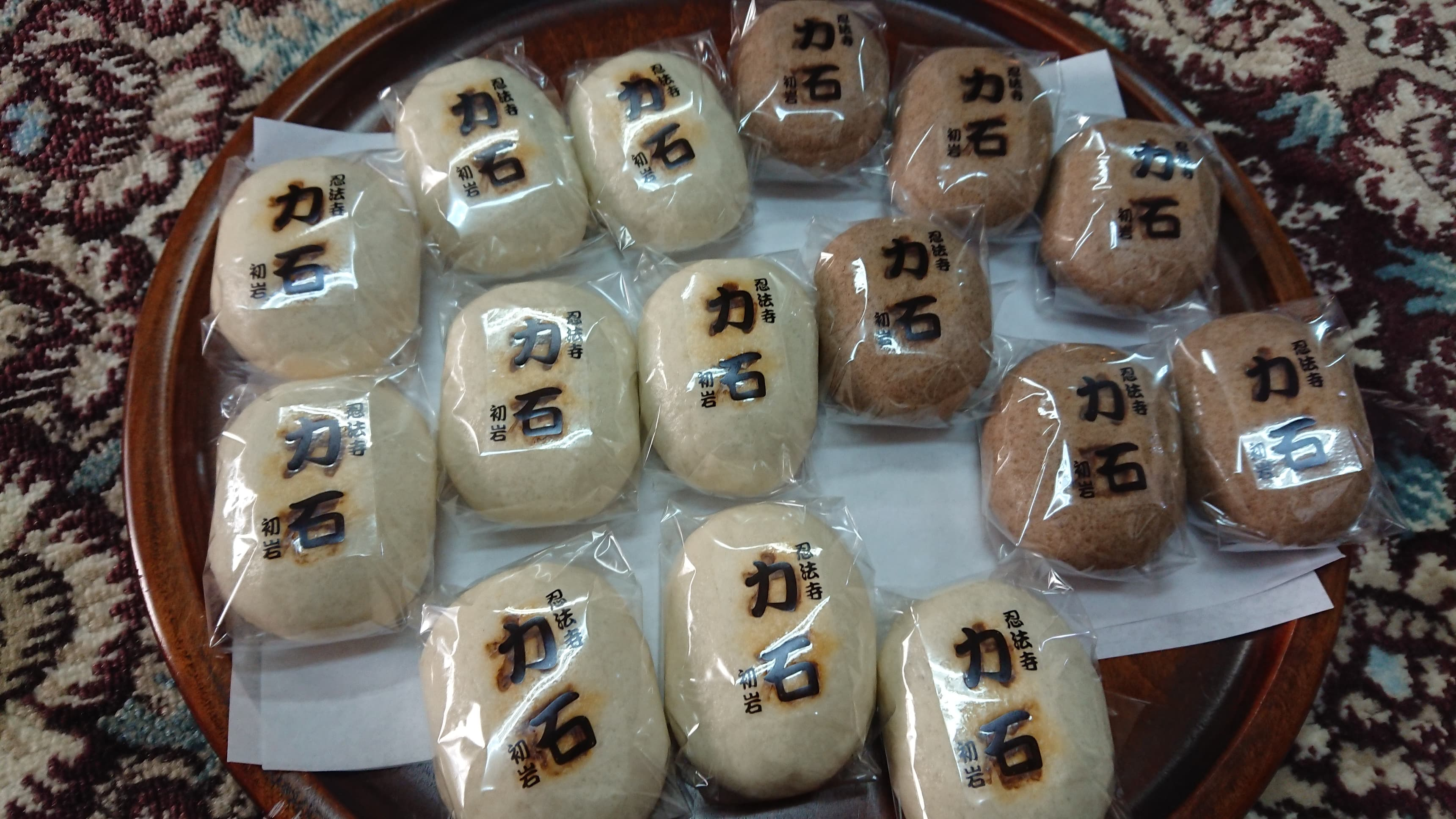
大阪府豊中市にある忍法寺にある力石にちなんだおまんじゅう。白が酒まんじゅう、茶色がそばまんじゅう。服部にある和菓子屋 由喜とのコラボ。

## 所在地
- 大阪府豊中市服部西町三丁目13-24

## 交通アクセス
- 阪急電鉄・宝塚本線服部天神駅下車、徒歩10分。

## 周辺情報
- 服部天神宮